# Guerrillas of Destiny
Palmarès
7 fois champions par équipe International Wrestling Grand Prix
 1 fois WC Big Top Tag Team Championship
Guerrillas of Destiny (fréquemment abrégé par l'acronyme GOD) est une équipe de catch composée de Tama Tonga et Tanga Loa. Le duo travaille pour la New Japan Pro Wrestling (NJPW) et fait partie du clan Bullet Club.

## Carrière

### New Japan Pro Wrestling (2016-...)
Lors de The New Beginning in Niigata, Doc Gallows et Karl Anderson du Bullet Club perdent contre Great Bash Heel (Togi Makabe et Tomoaki Honma) pour les IWGP Tag Team Championship. Après le match, leur partenaire du Bullet Club Tama Tonga entre dans le ring pour défier Makabe et Honma, déclarant que son partenaire serait un nouveau membre du Bullet Club. Le défi a été accepté par Makabe et Honma. Le 12 mars, Tonga a révélé que son partenaire serait son frère Tevita, qui prendra le nom de ring "Tanga Roa", avec leur équipe se nommant «Guerrillas of Destiny" (GOD).

#### Multiples IWGP Tag Team Championships et NEVER Openweight 6-Man Tag Team Championships (2017-2019)
Le 27 mars, Tanga Roa fait ses débuts à la NJPW en attaquant Togi Makabe lors du match de ce dernier contre Tama Tonga. Cela a conduit à son premier match à la fédération le 1er Avril, où lui, Tama Tonga, Bad Luck Fale, Kenny Omega et Yujiro Takahashi ont été vaincus par Togi Makabe, Tomoaki Honma, Juice Robinson, Hiroshi Tanahashi et Michael Elgin dans un ten-man elimination tag team match. Lors d'Invasion Attack 2016, ils battent Great Bash Heel (Togi Makabe et Tomoaki Honma) et remportent les IWGP Tag Team Championship. Lors de Wrestling Dontaku 2016,, ils conservent leur titres contre Great Bash Heel. Lors de Global Wars 2016, ils font équipe avec les Young Bucks et ils battent Alex Shelley, Chris Sabin, Kushida et Matt Sydal. Lors de Dominion 6.19, ils perdent leur titres contre The Briscoe Brothers (Jay Briscoe et Mark Briscoe). Le 17 septembre, lors d'un show de la Ring Of Honor, ils battent The All-Night Express (Kenny King et Rhett Titus). Lors de King of Pro-Wrestling, ils battent The Briscoe Brothers et remportent les IWGP Tag Team Championship pour la deuxième fois. Lors de Power Struggle, ils conservent leur titres contre Chaos (Tomohiro Ishii et Yoshi-Hashi). Le 18 novembre, la NJPW annonce qu'ils vont participer à la World Tag League 2016.
Lors de Wrestle Kingdom 11, ils perdent leurs titres contre Chaos (Tomohiro Ishii et Toru Yano) dans un Three-Way Tag Team Match qui comprenaient également Great Bash Heel. Lors de la deuxième journée de Honor Rising: Japan 2017, ils perdent contre War Machine (Hanson et Raymond Rowe). Lors de Supercard of Honor XI, ils font équipe avec Hangman Page mais perdent contre Bully Ray et The Briscoe Brothers et ne remportent pas les ROH World Six-Man Tag Team Championship. Lors de Wrestling Dontaku 2017, ils perdent contre War Machine dans un Three-Way Tag Team Match qui comprenaient également Tencozy (Hiroyoshi Tenzan et Satoshi Kojima) et ne remportent pas les IWGP Tag Team Championship. Lors de Dominion 6.11, ils battent War Machine et remportent les IWGP Tag Team Championship pour la troisième fois.
Ils participent ensuite au World Tag League 2017, ils remportent cinq matchs pour deux défaites et parviennent à se qualifier pour la finale du tournoi,,. Le 11 décembre, ils perdent contre Los Ingobernables de Japón (Evil et Sanada) et ne remportent donc pas le tournoi,. Le 17 décembre, ils font équipe avec Bad Luck Fale et battent Los Ingobernables de Japón (Bushi, Evil et Sanada) pour remporter les NEVER Openweight 6-Man Tag Team Championship. Lors de Wrestle Kingdom 12, ils perdent les titres au profit de Chaos (Beretta, Tomohiro Ishii et Toru Yano) dans un Gauntlet match. Le lendemain, ils battent Chaos (Beretta, Tomohiro Ishii et Toru Yano) et remportent les NEVER Openweight 6-Man Tag Team Championship pour la deuxième fois. Lors de The New Beginning In Sapporo 2018 - Tag 1, ils conservent les titres contre Ryusuke Taguchi, Toa Henare et Togi Makabe. Lors de ROH/NJPW Honor Rising: Japan 2018 - Tag 2, ils conservent les titres contre Cheeseburger, Delirious et Jushin Thunder Liger. Lors de Sakura Genesis 2018, ils conservent les titres contre Michael Elgin, Ryusuke Taguchi et Togi Makabe. Lors de Wrestling Dontaku 2018,  ils perdent les titres contre Bullet Club (Marty Scurll, Matt et Nick Jackson).

#### Rivalité avec le Bullet Club Elite (2018-2019)
Le 12 août, ils font équipe avec Taiji Ishimori et remportent les NEVER Openweight 6-Man Tag Team Championship en battant Bullet Club (Marty Scurll, Matt et Nick Jackson).[réf. nécessaire] Lors de Destruction in Hiroshima, ils conservent les titres contre Juice Robinson, David Finlay et Ryusuke Taguchi. Lors de Fighting Spirit Unleashed, ils battent les Young Bucks et remportent les IWGP Tag Team Championship pour la quatrième fois. Ils participent ensuite au World Tag League 2018, ils remportent dix matchs pour trois défaites et parviennent à se qualifier pour la finale du tournoi. Le 9 décembre, ils perdent contre Los Ingobernables de Japón (Evil et Sanada) et ne remportent donc pas le tournoi. Lors de Wrestle Kingdom 13, ils perdent leurs titres contre Evil et Sanada au cours d'un triple threat match impliquant aussi les Young Bucks. Le lendemain lors de New Year Dash '19, avec Taiji Ishimori, ils conservent les NEVER Openweight 6-Man Tag Team Championship en battant Ryusuke Taguchi, Togi Makabe et Toru Yano. Lors de NJPW Road to the New Beginning - Day 4, ils perdent les titres contre ces derniers.

#### Champions par équipe IWGP et ROH (2019-2020)
Lors de Honor Rising: Japan 2019 - Tag 2, ils battent Evil et Sanada et remportent les IWGP Tag Team Championship pour la cinquième fois. Lors de G1 Supercard, ils remportent un four way tag team the winners take all match qui avait pour enjeux les titres par équipe IWGP et ceux de la ROH face aux Briscoe Brothers, Evil et Sanada et Brody King et PCO et remportent les ROH World Tag Team Championship.
Lors de Manhattan Mayhem 2019, ils perdent les ROH World Tag Team Championship contre The Briscoe Brothers dans un Street Fight Match. Lors de Wrestle Kingdom 14 In Tokyo Dome - Tag 1, ils perdent leurs IWGP Tag Team Championship contre FinJuice. Lors de The New Beginning In USA 2020 - Tag 5, ils remportent les IWGP Tag Team Championship pour la sixième fois en battant FinJuice. Le 21 février 2020, ils perdent les titres contre Golden☆Ace (Hiroshi Tanahashi et Kōta Ibushi).

#### World Tag League et Septième règne par équipe IWGP (2020-2021)
Ils font leurs retours en participant à la World Tag League 2020, après plusieurs mois d'absence en raison de la crise mondial de coronavirus, ils remportent six matchs pour trois défaites et parviennent à se qualifier pour la finale du tournoi qu'ils remportent en battant FinJuice avec l'aide de Jado et KENTA. Lors de Wrestle Kingdom 15 In Tokyo Dome - Tag 1, ils battent Dangerous Tekkers (Taichi et Zack Sabre, Jr.) et remportent les IWGP Tag Team Championship pour la septième fois, devenant l'équipe ayant détenu le plus fois ces titres surpassant Tencozy (Hiroyoshi Tenzan et Satoshi Kojima),. Le 1er juin 2021 lors de Road to Dominion, ils perdent leurs titres contre Taichi & Zack Sabre, Jr.

### Circuit indépendant nord-américain (2016-...)
Lors du show WrestleMerica, ils battent The Bruiserweights (Corey Hollis et John Skyler).
Ils font leurs débuts à la WrestleCircus lors de WC Tough Act To Follow où ils perdent contre les Killer Elite Squad (Davey Boy Smith, Jr. et Lance Archer). Lors de WC Taking Center Stage, ils battent The Pretty Boy Killers (Keith Lee et Shane Taylor), The Boys (Brandon et Brent), Extra Talented (Aaron Solo et Ricky Starks), Andy Dalton et Scott McKenzie, Carson et Davey Boy Smith, Jr. dans une bataille royale et deviennent les premiers WC Big Top Tag Team Champions.

### Impact Wrestling (2022-...)
Le 27 janvier 2022 à Impact, ils effectuent leurs débuts en attaquant Jake Something et Mike Bailey avant de lancer un défi à The Good Brothers (Doc Gallows et Karl Anderson) pour un match à No Surrender. Ils y perdent et ne remportent pas les championnats du monde par équipe d'Impact à la suite de l'intervention de Jay White,.

## Palmarès
- New Japan Pro Wrestling
  - 7 fois IWGP Tag Team Championship
  - 3 fois NEVER Openweight 6-Man Tag Team Championship avec Bad Luck Fale (2) et Taiji Ishimori (1)
  - World Tag League (2020)

- Ring of Honor
  - 1 fois ROH World Tag Team Championship

- World Wrestling Entertainment
  - 1 fois WWE Tag Team Championship (actuels)

- WrestleCircus
  - 1 fois WC Big Top Tag Team Championship[57],[58],[59]